# День винахідника і раціоналізатора
День винахідника і раціоналізатора — свято винахідників і раціоналізаторів. В Україні відзначається щорічно у третю суботу вересня.

## Історія
Свято також відоме як День винахідника і День винаходів. Його історія сягає корінням в Радянський Союз: в 1957 році Академія наук СРСР запропонувала відзначати День винахідника і раціоналізатора. І до цього дня, після розпаду Радянського Союзу, в Росії, Україні і Білорусі продовжують відзначати це свято.
29 червня 2018 року Всеросійське товариство винахідників і раціоналізаторів та Російська академія наук відновили традицію святкування Дня винахідника і раціоналізатора в РАН. У цей день пройшло нагородження кращих винахідників країни — лауреатів Премії ВОИР, а також вшанування кращих раціоналізаторів найбільших російських компаній.

## Україна
Свято встановлено в Україні «…на підтримку ініціативи винахідників і раціоналізаторів України…» згідно з Указом Президента України «Про День винахідника і раціоналізатора» від 16 серпня 1994 року № 443/94.